# Мосты округа Мэдисон (роман)
«Мосты округа Мэдисон» (англ. The Bridges of Madison County, также издавалась под названием Love in Black and White) —  роман американского писателя Роберта Джеймса Уоллера, изданный в 1992 году. Книга повествует о женщине итальянского происхождения, живущей на ферме в округе Мэдисон, Айова. Пока её муж вместе с детьми находится на Ярмарке штата, она знакомится с фотографом National Geographic из Беллингхема, приехавшим в округ Мэдисон для создания фоторепортажа о местных крытых мостах.Книга наталкивает на размышления о смысле жизни, проблеме выбора, о человеке, хозяине своей судьбы. Роман позиционируется как адаптация реальной истории, но на самом деле сюжет книги полностью вымышленный.
За всё время было продано 50 миллионов копий романа, из-за чего он признан одним из бестселлеров XX века. На основе книги в 1995 году был создан фильм, а в 2013 году — мюзикл.
Роберт Джеймс Уоллер. Мосты округа Мэдисон (англ.). — Warner Books, Inc., 1992. — P. 192.

## История создания
Сам того не ожидая, Роберт Джеймс Уоллер пришёл к идее создания романа «Мосты округа Мэдисон» в начале 1990-х годов. После того, как Уоллер оставил преподавательскую деятельность в Университете Северной Айовы, он начал фотографировать вместе с другом виды Миссисипи. Именно тогда писатель решил запечатлеть на плёнке крытые мосты округа Мэдисон. Это событие, а вместе с ним и песня, которую Уоллер годами ранее написал о мечтах женщины по имени Франческа, родили идею для романа, который писатель создал за 11 дней. Когда работа над книгой была закончена, Уоллер пришёл к мысли о том, что создал персонажа Франчески Джонсон на основе своей жены Джорджии, на которую героиня книги была похожа и внешне.

## Анализ произведения
Марк Элиот считает, что роман Уоллера является осовремененной версией созданной в 1934 году пьесы Ноэла Кауарда под названием «Всё ещё жизнь», которая легла в основу фильма «Короткая встреча» режиссёра Дэвида Лина, выпущенного в прокат в 1945 году. Пьеса Кауарда, как пишет Элиот, повествует об «отчаянии, вине и соблазнах двух состоящих в браке людей, которые встретились, влюбились друг в друга, изменили своим супругам и расстались навсегда». В рецензии The New York Times Бриджит Викс отметила, что «Мосты округа Мэдисон» обращаются к «уставшим от жизни людям средних лет» в манере, схожей с произведениями Джеймса Миченера, однако роман Уоллера уделяет больше внимания теме сексуальности. Книгу также неоднократно сравнивали с «Историей любви» Эрика Сигала из-за схожести сюжетов и стиля написания. В статье для журнала Rolling Stone Питер Трэверс пишет, что стиль Уоллера пытается подражать произведениям Уолта Уитмена, но вместо этого походит на поздравительную открытку. Критик также заявляет, что «Мосты округа Мэдисон» продолжают традиции таких «великих романтических кляч», как «Повелитель приливов» Пэта Конроя. Рецензенты The New York Times Magazine обнаружили сходство стиля романа со стилем «Чайки по имени Джонатан Ливингстон» Ричарда Баха. Николетт Джонс из The Independent заметила, что произведение Уоллера напоминает книги издательства Mills & Boon. Оуэн Глейберман же считает, что «Мосты округа Мэдисон» похожи скорее на анекдот, нежели на обычный рассказ.

## Оценки и критика
Orlando Sentinel и Publishers Weekly отметили роман «Мосты округа Мэдисон» как «достаточно сильный и вполне заслуживающий доверия». Л.С.Клепп из Entertainment Weekly назвал произведение «короткой живой историей, точно развивающейся из-за контакта с рваными гранями реальности». Роджер Эберт из Chicago Sun-Times похвалил «неотразимый» сюжет романа за «возвышение до уровня одухотворения обычной фантазии, в которой мужественный странник материализуется на кухне обычной домохозяйки и берёт её к себе на руки». «Мосты округа Мэдисон» впервые появились в списке бестселлеров The New York Times в августе 1992 года и постепенно добрались до первой строчки, на которой книга находилась вплоть до 8 октября 1995 года.